# La Belle Hélène de Constantinople
La Belle Hélène de Constantinople est une chanson de geste composée dans le Nord de la France au milieu du XIVe siècle (titres également attestés : La Belle Hélène, Belle Helaine). Ce poème de 15 500 alexandrins fut édité dans la bibliothèque bleue et connut un succès populaire jusqu'au XIXe siècle.
Le manuscrit le plus ancien, le modèle A, est achevé par le copiste Jennette Greberd le 21 janvier 1471 et copié d'un livre « fait en 1407. »
En 1448 Jean Wauquelin mit en prose La Belle Hélène de Constantinople pour le duc de Bourgogne Philippe le Bon.

## Commentaires
Cette légende est mise en rapport avec le conte traditionnel de La Jeune Fille aux mains coupées (conte-type AT 706, KHM 31 dans les Contes de l'enfance et du foyer des frères Grimm) et avec de nombreuses œuvres médiévales utilisant le même thème, comme le roman en vers de La Manekine de Philippe de Rémi. Catherine Velay-Vallantin étudie les formes et l'évolution de ce conte (en particulier via la littérature de colportage) dans son ouvrage L'Histoire des Contes. Elle mentionne à ce sujet, entre autres, une étude d'Hélène Bernier et une autre d'Annie Chassagne-Jabiol.
En 1853 La Belle Hélène de Constantinople est devenue une Géante de Steenvoorde dans le Nord de la France, connue sous le nom de la Belle Hélène.